# Peter Collins (muziekproducent)
Peter Julian Alexander Collins (Londen, 14 januari 1951 – Nashville (Tennessee), 28 juni 2024) was een Brits gitarist en muziekproducent.
In 1976 sloot Collins een platencontract met Magnet Records en richtte hij de groep Madison op om zijn popliedje "Let It Ring" op te nemen. De single, met op de B-kant "My Girl Don't Do Dat", bereikte de vijfenveertigste plaats in de UK Singles Chart, werd op BBC Radio 1 gedraaid en later verscheen tevens een Japanse uitgave.
Collins verhuisde in 1985 naar de Verenigde Staten, waar hij voor Rush ging werken. Hij zorgde ervoor dat de band op de door hem geproduceerde platen Power Windows (1985) en Hold Your Fire (1987) meer gebruikmaakte van synthesizers. Hierna produceerde hij Operation: Mindcrime, een rockopera van Queensrÿche uit 1988. Op verzoek van de bandleden van Rush produceerde Collins vervolgens de albums Counterparts (1993) en Test for Echo (1996).
Hij heeft onder meer productiewerk verzorgd voor Alice Cooper, Bon Jovi, Suicidal Tendencies, Indigo Girls, Jane Wiedlin, October Project, The Cardigans en Tracey Ullman.
Collins overleed in juni 2024 op 73-jarige leeftijd aan alvleesklierkanker.